# NGC 1162
NGC 1162 é uma galáxia elíptica (E) localizada na direcção da constelação de Eridanus. Possui uma declinação de -12° 23' 54" e uma ascensão recta de 2 horas, 58 minutos e 55,9 segundos.
A galáxia NGC 1162 foi descoberta em 27 de Novembro de 1785 por William Herschel.